# Kammerorchester Panevėžys
Das Kammerorchester Panevėžys (lit. Panevėžio kamerinis orkestras) ist ein 1990 gegründetes Kammerorchester in Panevėžys, Litauen. Es absolvierte Konzerte bei Festivalen und hatte Gastspiele in Belgien, Polen, Ungarn, Deutschland, Schweiz, Italien, Schweden, Spanien, Slowakei und Russland.

## Repertoire
Gesang
J.Naujalis "Messe F-dur”, G.B.Pergolesi "Stabat Mater”, A.Vivaldi "Gloria D-dur”, F.Shubert "Messe G-dur”, L.Delibes "Messe breve”, J.Brahms "Der 13 Psalm”, W.A.Mozart "Vesperae solennes de confessore”, F.Schöpf "Einstimmige Messe No.2”, G.F.Hendel Oratorie "Messias”, G.B.Pergolesi "Magnificat”, F.Mendelssohn-Bartholdy "Magnificat”, L.van Beethoven "Fantazija c-moll”, A.Loyd Weber "In concerto”
Instrumentalmusik
T.Albinoni "Adagio g-moll”, K.D. von Dittersdorf "Konzert E-dur”, G.P.Tellemann "Konzert G-dur”, J.S.Bacho "Konzert a-moll”, "Konzert f-moll”, Konzert g-moll”, "Konzert A-dur”, "Konzert d-moll”, J.Fiala "Konzert B”, J.Haydno "Konzert D-dur”, "Konzert C-dur”, G.F.Hendeli "Konzert IV R-dur”,W.A.Mozart "Andante in C-dur”, "Konzert V”, Konzert F-dur”, F.Mendelssohn-Bartholdy "Konzertstücke op 113/114”, A.Vivaldi "Konzert II C-dur”, "Konzert F-dur”, "Konzert G-dur”, "Jahreszeiten”
Streichorchester
B.Briten "Einfache Symphonie”, H. Czyz "Canzona di Barocco”, E. Elgar "Serenada e-moll”, E.Grieg "Aus Holbergs Zeit Suite”, J.Haydno "Sieben Christus-Worte”, W.A.Mozart "Divertimento F-dur”, "Divertimento D-dur”, "Serenada G-dur”, "Divertimento B-dur”, J.Naujalis "Traum”, O. Respighi "Antiktanz und Arien”, J. Sibelius "Romans op.42”, G.B.Sammartini "Sinfonie F-dur”, W. Schröder "Eine kleine Lachmusik”, A. Vivaldi "Sinfonie II G-dur”, "Sinfonie in C”, "Sinfonie I C-dur”
Symphonie
Johann Strauss "An der schönen blauen Donau ”, "Wiener Waldmärchen”, "Jägerpolka”, "Frühlingsstimmen”, Joseph Haydn  "Synfonie Nr.45”, Wolfgang Amadeus Mozart "Dorfmusikanten”

## Leitung
- Vidmantas Kapučinskas (* 1951), Oberdirigent